# Le Nouveau Colosse
Le Nouveau Colosse (en anglais The New Colossus) est un célèbre sonnet écrit par l'Américaine Emma Lazarus en 1883. Depuis 1903, il est gravé sur une plaque montée sur le piédestal de la statue de la Liberté, dont il est devenu un symbole.

## Le poème
La partie la plus célèbre du poème, qui en est l'esprit de la statue de la Liberté (et plus généralement un certain idéal de l'Amérique), dans sa version originale puis traduit en français :
| Give me your tired, your poor, Your huddled masses yearning to breathe free, The wretched refuse of your teeming shore. Send these, the homeless, the tempest-tossed to me, I lift my lamp beside the golden door! |  | Envoyez-moi vos fatigués, vos pauvres, Envoyez-moi vos cohortes qui aspirent à vivre libres, Les rebuts de vos rivages surpeuplés. Envoyez-les moi, les déshérités, que la tempête m'apporte, De ma lumière, j'éclaire la porte d'or ! |

Le sonnet dans son intégralité est :
| Not like the brazen giant of Greek fame With conquering limbs astride from land to land; Here at our sea-washed, sunset gates shall stand A mighty woman with a torch, whose flame Is the imprisoned lightning, and her name Mother of Exiles. From her beacon-hand Glows world-wide welcome; her mild eyes command The air-bridged harbor that twin cities frame, "Keep, ancient lands, your storied pomp!" cries she With silent lips. "Give me your tired, your poor, Your huddled masses yearning to breathe free, The wretched refuse of your teeming shore, Send these, the homeless, tempest-tossed to me, I lift my lamp beside the golden door!" |  | Pas comme ce géant d’airain de la renommée grecque Dont le talon conquérant enjambait les mers Ici, aux portes du soleil couchant, battues par les flots se tiendra Une femme puissante avec une torche, dont la flamme Est l’éclair emprisonné, et son nom est Mère des Exilés. Son flambeau Rougeoie la bienvenue au monde entier ; son doux regard couvre Le port relié par des ponts suspendus qu'encadrent les cités jumelles. "Garde, Vieux Monde, tes fastes d’un autre âge !" proclame-t-elle De ses lèvres closes. "Donne-moi tes pauvres, tes exténués, Tes masses innombrables aspirant à vivre libres, Le rebus de tes rivages surpeuplés, Envoie-les moi, les déshérités, que la tempête me les rapporte Je dresse ma lumière au-dessus de la porte d’or !" |

## Significations
Le Colosse dont il est question, « the brazen giant of Greek fame », est le colosse de Rhodes, une des Sept Merveilles du monde antique.
Bartholdi, le sculpteur de la statue de la Liberté, avait initialement conçu celle-ci comme un hommage au républicanisme international. Mais c'est avec le poème d'Emma Lazarus qu'elle a pris sa dimension symbolique de protectrice des opprimés, de phare guidant les immigrants et réfugiés venus chercher un nouveau départ dans le Nouveau Monde.

## La statue de la Liberté
Sur sa base, la statue de la Liberté porte une plaque de bronze sur laquelle est gravé The New Colossus.
Ce poème s'adresse aux 20 millions de migrants qui sont arrivés sur les côtes de Liberty Island de 1890 à 1924.

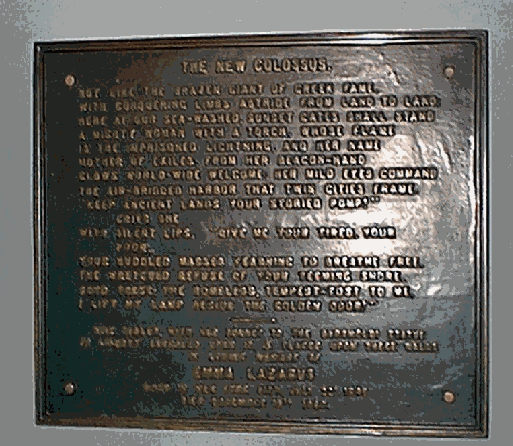
Plaque du poème sur la base de la statue

## Culture populaire
- L'héroïne du film Saboteur d' Alfred Hitchcock a lu le poème (Le Nouveau Colosse)[2].
- La partie la plus connue du poème est chantée par des chœurs dans Fievel et le Nouveau Monde.
- Le poème (Le Nouveau Colosse) apparaît dans États-Unis de Banana (2011), un roman postcolonial de Giannina Braschi[3]. Les personnages principaux: Hamlet, Zarathustra, et Giannina prennent le ferry à partir du Ground Zero pour libérer Segismundo du la Statue de la Liberté  où son père, le roi des États-Unis de Banana, l'a séquestré il y a 100 ans[4],[5].
- Le héros du jeu vidéo Wolfenstein: The New Order récite une partie ce poème dans les derniers instants du jeu, tandis que le titre de sa suite Wolfenstein II: The New Colossus y fait directement référence.